# Villacidro
Villacidro (en sardo: Biddexidru o Biddexirdu) es un municipio italiano de 14.534 habitantes en la provincia de Cerdeña del Sur, región de Cerdeña. 
Villacidro formó parte de la provincia de Cagliari hasta el año 2005, en que la nueva provincia del Medio Campidano pasó a tener plena vigencia, de acuerdo a la ley regional del año 2001. En el año 2006, el gobierno regional decretó que la provincia tuviera dos capitales, que compartirían los órganos de gobierno y administración provinciales: Sanluri, que inicialmente había cumplido las funciones de sede única, y Villacidro. Junto con estos dos municipios, otros 26 fueron transferidos de la provincia de Cagliari al Medio Campidano.
Entre 1807 y 1821, Villacidro fue sede de una de las 15 prefecturas sardas establecidas por el gobierno de la Casa de Saboya. En Villacidro se encuentra la emblemática Cascada de Sa Spendula.

## Evolución demográfica
| Gráfica de evolución demográfica de Villacidro entre 1861 y 2001 |
|                                                                  |
| Fuente ISTAT - Elaboración gráfica de Wikipedia                  |

## Historia
Villacidro fue la capital del feudo del mismo nombre, ante un señorío y, desde 1626, el marquesado de Villacidro en la casa Brondo. Después fue heredado por los Crespi de Valldaura, a quienes fue rescatado, como se dijo, juntos con todos los feudos sardos en 1838-1840.